# Patient 67
Patient 67 (eng. Shutter Island) är ett av Dennis Lehanes senare verk och publicerades 2003 och översattes till svenska (av Ulf Gyllenhak) samma år. Pocketutgåvan gavs ut 2004. Patient 67 var den första av Dennis Lehanes böcker som översattes till svenska.

## Handling
Boken handlar om kriminalaren Edward "Teddy" Daniels som, tillsammans med sin nyblivna partner Chuck Aule, skickas till ett hårdbevakat mentalsjukhus på ön Shutter Island utanför Boston. De är där för att undersöka försvinnandet av en mentalsjuk mördare, Rachel Solando, som tros befinna sig någonstans på ön. Samtidigt som en orkan sveper över ön börjar Teddy få svårt att skilja på lögn och sanning.

## Filmatisering
En filmatisering av romanen, i regi av Martin Scorsese, hade amerikansk premiär den 19 februari 2010. Rollen som Edward Daniels spelas av Leonardo DiCaprio, vilket innebär att Shutter Island blev DiCaprios och Scorseses fjärde samarbete. Max von Sydow återfinns i en biroll.

## Utgåvor på svenska
- 2003 - ISBN 91-0-010143-5
- 2004 - ISBN 91-7001-183-4